# Dave Capucao
Dave Dean Capucao (ur. 25 września 1965 w Daet) – filipiński duchowny rzymskokatolicki, prałat terytorialny Infanty (nominat).

## Życiorys
Święcenia prezbiteratu przyjął 3 października 1994 i został inkardynowany do prałatury terytorialnej Infanta.
16 maja 2025 papież Leon XIV mianował go prałatem terytorialnym Infanty.